# Rhynchotus
Rhynchotus és un gènere d'ocells de la família dels tinàmids, habitant de praderies de la zona neotropical.

## Llistat d'espècies
Segons la classificació del Congrés Ornitològic Internacionsl (versió 2.4, 2010), aquest gènere conté 2 espècies:
- Rhynchotus rufescens - Tinamú ala-roig.
- Rhynchotus maculicollis - Tinamú colltacat.

Rhynchotus maculicollis ha estat considerada una subespècie de Rhynchotus rufescens.